# Ближайший общий предок шимпанзе и человека
Ближайший общий предок шимпанзе и человека (англ. CHLCA) — последний общий предок родов люди (Homo) и шимпанзе (Pan) — единственных ныне существующих родов трибы гоминини. Время существования этой предковой популяции определить затруднительно из-за сложного гибридного видообразования. Хотя первоначальное разделение популяций могло произойти уже в миоцене (13 миллионов лет назад), гибридизация между ними могла продолжаться вплоть до плиоцена (4 миллиона лет назад).
В генетических исследованиях человека CHLCA полезен в качестве опорной точки для расчета показателей однонуклеотидных полиморфизмов в человеческих популяциях, где шимпанзе используются в качестве внешней группы, поскольку являются наиболее близким к Homo sapiens из ныне живущих видов.

## История таксономии
Первоначально триба гоминини была предложена для отделения людей (род Homo) от шимпанзе (лат. Pan) с гориллами (Gorilla). Однако более поздние данные показали, что шимпанзе ближе к людям, чем гориллы. Тогда шимпанзе вместе с людьми включили в трибу Hominini, а горилл предложили выделить в новую трибу Gorillini.
Манн и Вайс (1996) предложили, чтобы триба гоминини включала в себя Pan и Homo, сгруппированные в отдельные подтрибы. Они отнесли Homo и всех двуногих обезьян к подтрибе хоминина, а шимпанзе к подтрибе панина (Panina). Вуд (2010) обсудил различные взгляды на эту таксономию. Вуд и Ричмонд (2010) говорили о «кладе шимпанзе», называя так трибу Panini, которая в их классификации входила в подсемейство Homininae семейства Hominidae. Гориллы и орангутаны в этой классификации были выделены в отдельные подсемейства.
Ричард Рэнгем (2001) утверждал, что CHLCA был очень похож на обыкновенного шимпанзе (Pan troglodytes), поэтому его следует классифицировать как представителя рода Pan и дать ему таксономическое название Pan prior.
Bradley, B. J. (2006) предложил следующую таксономию: все родственные человеку роды трибы Hominini, возникшие после отделения от Pan, являются членами подтрибы хоминина, включая роды Homo и австралопитеки. Эта группа представляет «человеческую кладу», и её членов называют гомининами.
Классификация гоминоидов (2005 год):
- Семейство гоминиды (Hominidae)
  - Подсемейство понгины (Ponginae)
    - Род орангутаны (Pongo)
      - Борнейский орангутан (Pongo pygmaeus)
      - Суматранский орангутан (Pongo abelii)
      - Тапанульский орангутан (Pongo tapanuliensis) (открыт в 1997, классифицирован как отдельный вид в 2017)[7]

  - Подсемейство гоминины (Homininae)
    - Род гориллы (Gorilla)
      - Западная горилла (Gorilla gorilla)
      - Восточная горилла (Gorilla beringei)

    - Род шимпанзе (Pan)
      - Обыкновенный шимпанзе (Pan troglodytes)
      - Карликовый шимпанзе (Pan paniscus), или бонобо

    - Род люди (Homo)
      - Человек разумный (Homo sapiens sapiens)

## Ископаемые доказательства
Ни одна окаменелость ещё не была окончательно идентифицирована как ближайший общий предок шимпанзе и человека. Возможным кандидатом на эту роль является грекопитек, но доказательств этому нет. Проблема в том, что если он действительно является этим предком, то разделение шимпанзе и человека произошло в Юго-Восточной Европе, а не в Африке.
Сахелантроп (Sahelanthropus tchadensis) — это вымерший миоценовый гоминид с некоторыми морфологическими признаками, которые ожидаются (впрочем, небесспорно) от CHLCA. Он жил около 7 миллионов лет назад — близко ко времени расхождения шимпанзе и человека. Возможно, его следует относить к трибе гоминини, но его сходство с более поздними хомининами может быть и конвергентным.
Ардипитек скорее всего, появился после разделения человека и шимпанзе, около 5,5 миллионов лет назад, когда гибридизация, возможно, ещё продолжалась. У него есть несколько общих характеристик с шимпанзе, но из-за неполноты окаменелостей и близости к разделению человека и шимпанзе, точное положение ардипитека в летописи окаменелостей неясно. Скорее всего, он происходит от линии шимпанзе и, следовательно, не является предком человека. Однако Сармьенто (2010), отметив, что ардипитеки не обладают какими-либо характеристиками, исключительными для человека, предположил, что они, возможно, отделились от обычных людей/африканских обезьян до человека, во время расхождения шимпанзе и гориллы.
Анамский австралопитек (Australopithecus anamensis) явно относится к линии человека, а не шимпанзе и появляется примерно от 4,5 до 4 миллионов лет назад. Это самые ранние окаменелости линии человека.
Было найдено несколько ископаемых образцов раскола по линии шимпанзе (шимпанзе, датируемый между 545 и 284 тыс. лет из кенийской Восточно-Африканской рифтовой долины) (McBrearty, 2005). Вымершие линии Оррорин и Сахелантроп существовали примерно во время расхождения, поэтому либо один, либо оба могут быть предками обоих родов Люди и Шимпанзе.
Из-за нехватки ископаемых свидетельств Мунье (2016) представил проект по созданию «виртуальной окаменелости» путем применения цифровой «морфометрии» и статистических алгоритмов к окаменелостям из эволюционной истории как Homo, так и Pan, ранее использовав эту технику для визуализации черепа последнего общего предка неандертальца и человека разумного.

## Оценки возраста
Оценка возраста общего предка человека и шимпанзе была предложена в 1998 году в интервале от 10 до 13 миллионов лет , а диапазон от 7 до 10 миллионов лет был предложен в 2009 году.
Оценить возраст общего предка человека и шимпанзе пытались с помощью молекулярных часов. Пионерами в их разработке для человека стали Аллан Уилсон и Винсент Сарич. Работая над белковыми последовательностями, они в 1971 году определили, что человекообразные обезьяны были ближе к людям, чем считали некоторые палеонтологи, основываясь на летописи окаменелостей. Позже Винсент Сарич пришёл к выводу, что общий предок человека и шимпанзе не старше 8 миллионов лет, с предпочтительным диапазоном от 4 до 6 миллионов лет.
С 1990-х годов оценка снова была смещена в сторону более отдаленных времён, из-за обнаруженных доказательств замедления хода молекулярных часов в ходе эволюции человекообразных обезьян и людей в частности.
В исследовании 2016 года были проанализированы переходы в CpG-сайтах и была получена оценка времени расхождения человека и шимпанзе в 12,1 миллионов лет. Согласно данным на 2018 год, геном шимпанзе отличается от человеческого на 6,4 %, что позволяет предполагать, что эволюционные пути человека и шимпанзе разошлись всего шесть миллионов лет назад. Неясность точного возраста разделения Шимпанзе — Человек возникает из-за того, что процесс видообразования сложнее, чем просто резкое разделение двух линий.

## Гибридное видообразование
Разные хромосомы, по-видимому, расщеплялись в разное время, возможно, 4 миллиона лет тому назад, что указывает на длительный и затяжной процесс видообразования с крупномасштабными событиями гибридизации между двумя появляющимися линиями совсем недавно, в период 6,3 — 5,4 миллионов лет тому назад, согласно Паттерсону (2006).
Видообразование между Homo и Pan происходило в течение последних 9 миллионов лет. Ардипитек, вероятно, ответвился от линии шимпанзе в среднем миоцене в мессинском веке. После первоначальных дивергенций, согласно Паттерсону (2006), были периоды гибридизации между популяционными группами и процесс чередования дивергенции и гибридизации, длившийся несколько миллионов лет.В конце миоцена или в раннем плиоцене самые ранние члены человеческой клады завершили окончательное отделение от линии шимпанзе — с оценками дат от 13 миллионов до 4 миллионов лет назад. Последняя дата и гибридизация отвергаются Wakeley на основании того, что предположение о поздней гибридизации было основано, в частности, на сходстве Х-хромосомы у человека и шимпанзе, что предполагает расхождение около 4 миллионов лет назад. Wakeley (2008) предложил альтернативные объяснения, включая давление отбора на Х-хромосому в популяциях, являющихся предками шимпанзе и человека.
Сложное видообразование, по-видимому, также произошло при расколе между линией человека и линией гориллы, что указывает на то, что «беспорядочное» видообразование является скорее правилом, чем исключением для крупных приматов. Такой сценарий мог бы объяснить, почему возраст расхождения между человеком и шимпанзе менялся в зависимости от выбранного метода и почему до сих пор трудно отследить единственную точку.